# Wspólnota administracyjna Huglfing
Wspólnota administracyjna Huglfing – wspólnota administracyjna (niem. Verwaltungsgemeinschaft) w Niemczech, w kraju związkowym Bawaria, w rejencji Górna Bawaria, w regionie Oberland, w powiecie Weilheim-Schongau. Siedziba wspólnoty znajduje się w miejscowości Huglfing. Powstała 1 maja 1978 w wyniku reformy administracyjnej.
Wspólnota administracyjna zrzesza cztery gminy wiejskie (Gemeinde): 
- Eberfing, 1 336 mieszkańców, 25,93 km²
- Eglfing, 1 005 mieszkańców, 16,16 km²
- Huglfing, 2 565 mieszkańców, 24,36 km²
- Oberhausen, 2 102 mieszkańców, 14,91 km²